# Joan Urpí i Boada
Joan Urpí i Boada va ser un ciclista de Sant Feliu de Llobregat, en actiu entre 1929 i 1936.
Urpí va participar en diverses edicions de la Volta Ciclista a Catalunya. En la de 1929 va acabar en 59a posició a la classificació general, posició que va millorar en la de 1933, quan va acabar 37è. En l’edició de 1936 va completar les tres primeres etapes, de les nou en total que tenia el recorregut. També es va inscriure en altres proves disputades a Catalunya, com el Gran Premi Exposició Internacional de Barcelona (1929), el Circuit del Penedès (1933), el Campionat de Barcelona (1934), en què va acabar en 20a posició, o la cursa de Sant Feliu de Llobregat (1934).
Urpí és citat com a membre de la Penya Ciclista de Veterans de Sant Feliu el 1931 i com a membre de l’Esport Ciclista Santfeliuenc el 1934.